# Jenna Martin
Jenna Martin (ur. 31 marca 1988 w Liverpoolu w Nowej Szkocji) – kanadyjska lekkoatletka, sprinterka. 
W 2007 zdobyła srebro w biegu na 400 metrów podczas mistrzostw panamerykańskich juniorów w São Paulo. Rok później dwukrotnie stawała na najniższym stopniu podium mistrzostw NACAC do lat 23. W 2011 zajęła 5. miejscu w biegu na 400 metrów podczas uniwersjady w Shenzhen. W 2012 startowała na igrzyskach olimpijskich w Londynie, na których dotarła do półfinału biegu na 400 metrów. Medalistka mistrzostw Kanady.

## Osiągnięcia
| Rok  | Impreza                              | Miejsce   | Konkurencja             | Lokata     | Wynik   |
| ---- | ------------------------------------ | --------- | ----------------------- | ---------- | ------- |
| 2007 | Mistrzostwa panamerykańskie juniorów | São Paulo | bieg na 400 metrów      | 2. miejsce | 51,91   |
| 2007 | Mistrzostwa panamerykańskie juniorów | São Paulo | sztafeta 4 × 400 metrów | 4. miejsce | 3:38,85 |
| 2008 | Młodzieżowe mistrzostwa NACAC        | Toluca    | bieg na 400 metrów      | 3. miejsce | 52,45   |
| 2008 | Młodzieżowe mistrzostwa NACAC        | Toluca    | sztafeta 4 × 400 metrów | 3. miejsce | 3:35,26 |
| 2009 | Mistrzostwa świata                   | Berlin    | sztafeta 4 × 400 metrów | eliminacje | 3:29,17 |
| 2011 | Uniwersjada                          | Shenzhen  | bieg na 400 metrów      | 5. miejsce | 53,11   |
| 2011 | Mistrzostwa świata                   | Daegu     | sztafeta 4 × 400 metrów | eliminacje | 3:27,29 |
| 2012 | Igrzyska olimpijskie                 | Londyn    | bieg na 400 metrów      | półfinał   | 52,83   |
| 2013 | Mistrzostwa świata                   | Moskwa    | sztafeta 4 × 400 metrów | eliminacje | 3:31,09 |

## Rekordy życiowe
- Bieg na 200 metrów – 23,60 (2012)
- Bieg na 200 metrów (hala) – 24,03 (2008)
- Bieg na 400 metrów – 51,53 (2012)
- Bieg na 400 metrów (hala) – 52,32 (2008)